# 乌兰哈达乡
乌兰哈达乡是中华人民共和国内蒙古自治区赤峰市阿鲁科尔沁旗下辖的一个乡。
2012年1月20日，内蒙古自治区人民政府批复同意从先锋乡划出部分区域，设置乌兰哈达乡，乌兰哈达乡面积196.9平方千米，人口14893人，辖杏树、双山堡、全胜、东胜、榆林堡、新林堡、宏发、西山湾、联合庄、凤凰山、凤凰岭、温都尔呼舒、西富山13个村，乡政府驻杏树。

## 行政区划
乌兰哈达乡下辖以下村级行政区划单位：
双山堡村、全胜村、东胜村、榆林堡村、新林堡村、杏树村、宏发村、西山湾村、联合庄村、凤凰山村、凤凰岭村、温都尔呼舒村和西富山村。